# Троїцьк (Кулундинський район)
Тро́їцьк (рос. Троицк) — село у складі Кулундинського району Алтайського краю, Росія. Входить до складу Октябрської сільської ради.

## Населення
Населення — 204 особи (2010; 241 у 2002).
Національний склад (станом на 2002 рік):
- росіяни — 75 %